# Oscillantisme
Oscillantisme is een spirituele beweging uit de New age, die streeft naar zelfverbetering en -ontplooiing. De grondslagen van het Oscillantisme zijn de Karlos-boeken. Oscillantisme neemt invloeden over van het Christendom en van godsdiensten uit het Verre Oosten, zoals het Boeddhisme en Hindoeïsme. Hierdoor vertoont het overeenkomsten met het vroege Shinto.

## Ontstaan
Oscillantisme ontstond in de verschillende New age-bewegingen in India en de Verenigde Staten. Hieronder valt vooral de invloed op van de Hindoeïstisch-spirituele gedachtenleer van Deepak Chopra.
Gedacht wordt dat het Oscillantisme in de vroege jaren 90 het licht zag, met het verschijnen van het eerste Karlos-boek, genoemd naar de Spaanse spiritualist Javier Karlos. Hierin legt hij de grondslag voor de parallelle-wereld-idee die de kern uitmaakt van het Oscillantisme.
De term Oscillantisme komt voort uit het werkwoord oscilleren, snel trillen. Dit slaat op vermeende storingen in het menselijk besef, die gekalmeerd worden door beoefening van de gedachtenleer. De term verwijst naar het basisprobleem, niet naar een heilbezorger of een doel.

## Geloofsideeën
Oscillantisme berust op het geloof en vertrouwen in twee parallelle werelden: de Paltaris-universa. Het bewuste menselijke leven is een van twee levens. Het bewuste, huidige, wordt in de ingebeelde werkelijkheid geleefd. Na de dood in deze werkelijkheid is er een tweede leven in de opvolgende Paltaris wereld. De kleuren van deze twee werelden zijn rood en blauw. De rode wereld is een concrete geesteswereld, waarin mensen gesteund worden door elfachtige figuren genaamd Oprotala die Haista schenken, geluk in de vorm van licht. De twee werelden zijn opeenvolgend maar ook gelijklopend. Op deze gedachtensprong steunt de derde van drie hoekstenen:
Oscillantisme is opgebouwd aan de hand van "drie hoekstenen":
1. Zelfverbetering aan de hand van meditatie
2. Traumaverwerking via rust en alternatieve genezing
3. Eenmaking van de twee Paltaris-werelden.

Zelfverbetering, zoals aanwezig in vele New-Age-bewegingen, is de absolute grondslag van de beweging. Kenmerkend is de zingeving die centraal staat: anders dan de teleologische heilsverwachting uit het christendom is de persoonlijke en individuele expressie van de eengemaakte persoon het centrale doel in het leven. Dit kan enkel door jarenlange training, meditatie en vertrouwen.
Elke mens wordt getormenteerd door trauma's uit het bewuste en onbewuste leven. Aan die uit het onbewuste geestesleven moet de mens zich overgeven, om zo in het reine te komen met de bewust meegemaakte trauma's. Dit onderdeel van het Oscillantisme dient voor hoopgeving en vormt een leidraad om de vaak verwarde mens te begeleiden bij z'n weg naar verlichting.
De eenmaking van de twee werelden is de derde hoeksteen. Door meditatie en training kan een persoon eerst in contact komen met de rode wereld, waarna hij door verdere training en meditatie een brug kan leggen tussen de twee werelden. Deze brug wordt meestal begeleidt door een shakta, leermeesters waarvan er anno 2008 enkele tientallen bestaan: Karlos en zijn directe leerlingen.
Via de brug moet de mens in het reine komen met de zonden uit het eerste leven, die hij verderdraagt in het tweede leven. Deze moeten gezuiverd worden in het eerste leven door besef van en controle over de Haista.

## Kritiek
Vanwege de eerdere onbekendheid van het Oscillantisme is de kritiek erop eerder gering. Kritische stemmen wijzen vooral op de hypothetische en onbewezen aspecten van de beweging. Ze klasseren haar in het rijtje van andere New Age bewegingen die over even weinig wetenschappelijke geldigheid beschikken.

## Grootte
Oscillantisme is een kleine beweging die vooral onder New age-adepten beoefening geniet. Bij de massa is de beweging onbekend en onbemind. Een Bekende Vlaming die bezig is met Oscillantisme is onder andere Ingeborg. Internationaal zijn vooral Bollywood-acteurs en actrices begaan met de beweging.